# روزن جيليازكوف
روزن ديميتروف جيليازكوف (بالبلغارية: Росен Димитров Желязков، من مواليد 5 أبريل 1968)‏ هو سياسي بلغاري يشغل حاليًا منصب رئيس وزراء بلغاريا. وهو عضو في حزب جيرب (مواطنون من أجل التنمية الأوروبية في بلغاريا)، وقد شغل سابقًا منصب وزير النقل من 2018 إلى 2021، وعضو الجمعية الوطنية من 2021 إلى 2025، ورئيس الجمعية الوطنية من 2023 إلى 2024.

## الحياة المبكرة والتعليم
وُلِد جيليازكوف في العاصمة صوفيا في 5 أبريل 1968. حصل على درجة الماجستير في القانون من جامعة صوفيا.
في عام 1994، بدأ حياته المهنية كمستشار قانوني لمنطقة سريديتس التابعة لبلدية صوفيا، حيث شغل مناصب قانونية عليا بالإضافة إلى مناصب في الإدارة المحلية.
في عام 1995، تم قبوله في جمعية محامي صوفيا كمحامي متخصص في القانون المدني والتجاري.

## الحياة السياسية

### الإدارة البلدية
شغل جيليازكوف أول منصب سياسي له من عام 1998 إلى عام 1999، عندما كان نائب رئيس بلدية "القانون والرقابة" في منطقة لوزينيتس .
في عام 2003، تم تعيينه أمينًا لبلدية صوفيا من قبل رئيس البلدية آنذاك ستيفان سوفيانسكي وتم إعادة تعيينه في المنصب بعد انتخاب بويكو بوريسوف في عام 2005.
في عام 2009، بعد أن أصبح بوريسوف رئيسًا للوزراء، تم منح جيليازكوف منصب سكرتير المجلس الوزاري، وهو المنصب المسؤول عن الوظائف الإدارية لمجلس الوزراء.

### سكرتير مجلس الوزراء
شغل جيليازكوف منصب سكرتير مجلس الوزراء بين عامي 2009 و2013 في عهد بوريسوف ورئيس الوزراء المؤقت مارين رايكوف. بالإضافة إلى ذلك، شغل أيضًا منصب رئيس مجلس إدارة معهد الإدارة العامة من عام 2011 إلى عام 2013 ومثل بلغاريا في المعهد الأوروبي للإدارة العامة (EIPA).
بصفته سكرتيرًا لمجلس الوزراء في حكومة رايكوف ، تورط جيليازكوف في ما يسمى "قضية كوستينبرود" المحيطة بالانتخابات البرلمانية البلغارية عام 2013. زعم عدد من الأحزاب السياسية، وأبرزها الحزب الاشتراكي البلغاري، أن حوالي 350 ألف بطاقة اقتراع تم طباعتها بشكل غير قانوني في منشأة في كوستينبرود بإذن من الحكومة المؤقتة. وكجزء من التحقيق، اتهم مكتب المدعي العام جيليازكوف بالتقصير في أداء واجبه في الإشراف على الطباعة السليمة لبطاقات الاقتراع. وفي عام 2014، لم تجد محكمة مدينة صوفيا أي دليل على ارتكاب جيليازكوف أي مخالفات وحكمت ببراءته.
من عام 2014 إلى عام 2016، عمل جيليازكوف كمستشار للإدارة العامة والحكومة الإلكترونية لرئيس الوزراء بويكو بوريسوف. وفي هذا الدور، ساعد في صياغة التشريعات اللازمة لتنفيذ الحكومة الإلكترونية في بلغاريا ومثل البلاد في القمة السنوية للشراكة الحكومية المفتوحة.
تم ترشيح جيليازكوف لمنصب رئيس لجنة حماية القدرة التنافسية من قبل حزب جيرب في أبريل 2016، لكنه سحب ترشيحه في النهاية بسبب نقص المنافسة وبعد مناشدة من بوريسوف لحزبه بالانسحاب من العملية.
في 30 سبتمبر 2016، تم تعيينه رئيسًا لوكالة الحكومة الإلكترونية الحكومية التي تم إنشاؤها حديثًا. وفي هذا الدور، كان جيليازكوف مسؤولاً عن الإشراف على رقمنة الخدمات الحكومية وتنفيذ الحلول عبر الإنترنت للوثائق الصادرة عن الحكومة.
في أكتوبر 2017، تم تعيينه رئيسًا للجنة تنظيم الرسائل، المسؤولة عن الإشراف على خدمات الدولة البريدية والإذاعية والتوقيع الإلكتروني.

### وزير النقل
في 20 سبتمبر 2018، انتخبت الجمعية الوطنية جيليازكوف وزيرًا للنقل وتكنولوجيا المعلومات والاتصالات. جاء تعيينه في المنصب بعد استقالة سلفه، إيفايلو موسكوفيسكي، في أعقاب حادث مروري بالقرب من بلدة سفوغي.
وبعد فترة وجيزة من انتخابه، وعد جيليازكوف بالعمل بشكل وثيق مع الجمعية الوطنية وهدف إلى مواصلة البرامج التي بدأها موسكوفسكي.
في أحد أول أعماله كوزير، أنهى جيليازكوف امتياز مطار بلوفديف بعد انسحاب أصحاب الامتياز السابقين. بالإضافة إلى ذلك، اختار تمديد الموعد النهائي لامتياز مطار صوفيا.
في نوفمبر 2018، أعلن جيليازكوف عن تغيير في قيادة السكك الحديدية الحكومية البلغارية بعد عدد من مزاعم اختلاس الأموال، فضلاً عن عدم التواصل مع وزير النقل.
خلال المفاوضات حول تنفيذ التعديلات الجديدة على "حزمة التنقل" للاتحاد الأوروبي، والتي تهدف إلى تنظيم وضع شبكات النقل بين الدول، عارض جيليازكوف التعديلات المقترحة لإضعاف حقوق العمال في قطاع النقل البلغاري ودعم الاحتجاجات التي نظمتها. في يناير 2019، أعلن جيليازكوف أن بلغاريا تمكنت من الحصول على بعض التنازلات بشأن وضع سائقي الشاحنات البلغاريين أثناء المفاوضات مع مؤسسات الاتحاد الأوروبي، على الرغم من أن نقابة سائقي الشاحنات اعتبرت التنازلات غير مرضية.
كان التحدي الآخر الذي واجهه جيليازكوف هو مزاعم الحزب الاشتراكي البلغاري بأن عقد امتياز مطار صوفيا يتعارض مع الممارسات القانونية الأوروبية بسبب المحاباة غير المبررة لشركة خاصة. ونفى هذه المزاعم، مسلطًا الضوء على أن العقد قيد حقوق الدولة فقط. في النهاية، وعلى الرغم من العراقيل من جانب الحزب الاشتراكي البلغاري، تم منح المطار لشركة Sof Connect في يونيو 2019. وقد طعن عدد من المشاركين الآخرين في العملية في اختيار شركة Sof Connect قانونيًا، بسبب ممارسات غير تنافسية مزعومة من جانب وزارة النقل. ووقع جيليازكوف العقد الرسمي للامتياز في 22 يوليو 2020
في فبراير 2019، هدد اتحاد سائقي الحافلات في بلغاريا بعقد إضراب وطني بسبب اللوائح غير الواضحة المحيطة بتوزيع إعانات الدولة على القطاع. وردًا على ذلك، تم الإعلان عن عدد من التدابير لتحسين ظروف عمل سائقي الحافلات وتحسين توزيع أموال الدولة.
في مقابلة مع قناة bTV ، اعترف جيليازكوف بأن الفساد المنتشر لا يزال يمثل مشكلة رئيسية في إدارة "إدارة السيارات"، ووعد بمعالجة أسبابه "الهيكلية". وفي محاولة لتخفيف العبء البيروقراطي على تسجيل السيارات، اقترح قانونًا يسمح لأصحاب السيارات بتلقي فحص فني لمركباتهم من قبل شركات خاصة بدلاً من إدارة السيارات حصريًا. وانتقد الحزب الاشتراكي البلغاري وبعض وسائل الإعلام القانون بزعم تمكينه للنشاط الإجرامي.
أشرف جيليازكوف على بناء البنية التحتية لشبكة اتصالات الجيل الخامس في بلغاريا.
وفي عام 2020، قررت وزارة النقل استئناف عملية منح امتياز مطار بلوفديف لمدة 35 عامًا.
بالتنسيق مع وزارة التعليم، حاول جيليازكوف إصلاح متطلبات امتحان رخصة القيادة، بما في ذلك زيادة عدد ساعات القيادة مع تقليل المتطلبات النظرية. وقد عارضت مدارس تعليم القيادة هذا الإجراء، حيث زعمت أن الأعباء الإدارية المتزايدة التي يفرضها القانون، فضلاً عن زيادة ساعات القيادة، ستؤدي إلى خسائر مالية وإفراط في العمل. دافع جيليازكوف عن القانون، مدعيًا أنه من شأنه أن يحول العديد من عناصر عملية الامتحان إلى عناصر رقمية، وبالتالي الحد من الفساد في الواقع. في النهاية، لم يتم تنفيذ الإصلاحات المخطط لها.
وكجزء من جهود الحكومة لمكافحة التأثيرات الاقتصادية لـ COVID-19، وافق جيليازكوف على تنفيذ نظام الأجور 60/40 داخل قطاع النقل.
انتهت فترة تولي جيليازكوف منصب وزير النقل في أعقاب حل حكومة بوريسوف الثالثة في مايو 2021.

### النشاط البرلمانية رئاسة مجلس النواب
كان عضوًا في البرلمان ( GERB-UDF) في الدورات 45 و46 و47 و48 و49 للجمعية الوطنية. في 19 أبريل 2023، بعد اتفاق بين GERB-UDF وثاني أكبر مجموعة في الجمعية الوطنية - PP-DB، انتُخب روسن جيليازكوف رئيسًا للبرلمان بأغلبية 136 صوتًا مؤيدًا.
في 25 أبريل 2024، تمت إقالة جيليازكوف من منصب رئيس الجمعية الوطنية بأغلبية 129 صوتًا مؤيدًا.
في الأول من يوليو، طلب الرئيس رومن راديف من جيليازكوف تشكيل حكومة أقلية كرئيس للوزراء بعد الانتخابات البرلمانية البلغارية في يونيو 2024. ومع ذلك، في 3 يوليو، صوتت الجمعية الوطنية بأغلبية 138 صوتًا مقابل 98 صوتًا لرفض حكومته المقترحة.